# Синебрюхов, Павел Павлович
Павел Павлович Синебрюхов (фин. Paul Sinebrychoff; 14 апреля 1859, Гельсингфорс, Великое княжество Финляндское — 19 ноября 1917, Гельсингфорс, Великое княжество Финляндское) — русский купец, владелец финской пивной корпорации Sinebrychoff и основатель коллекции европейской живописи художественного музей Синебрюхова.

## Биография
Родился 14 апреля 1859 года в Гельсингфорсе, в Великом княжестве Финляндском в семье купца Павла Петровича Синебрюхова. После кончины отца наследовал руководство пивоваренной компанией Sinebrychoff.
В 1883 году женился на актрисе Шведского театра Фанни Гран (швед. Fanny Grahn) вместе с которой собрали уникальную коллекцию европейской живописи, графики и скульптуры.
Скончался 19 ноября 1917 года в Гельсингфорсе и похоронен на православном кладбище в районе Лапинлахти.
В 1921 году родовой особняк Синебрюховых с коллекцией живописи по завещанию был обращён в Художественный музей Синебрюхова.

## Семья
- Дед — Синебрюхов, Пётр Васильевич (1757—1806), русский купец 2-й гильдии из Гавриловой слободы
- Дядя — Синебрюхов, Николай Петрович (1788—1848), русский пивопромышленник, основатель компании Sinebrychoff
- Отец — Синебрюхов, Павел Петрович (1799—1883), русский пивопромышленник
- Брат — Николай Павлович[фин.] (17.7.1856, Гельсингфорс — 21.7.1896, Эсбу)
- Жена — Фанни Синебрюхова[фин.] (урождённая Гран швед. Fanny Grahn) (24.10.1862-27.04.1924), актриса Шведского театра